# 36. šahovska olimpijada
36. šahovska olimpijada je potekala od 14. do 31. oktobra 2004 v Calvii na Malorki (Baleari) v Španiji. Udeleženih je bilo 129 moških ekip (761 igralcev) in 87 ženskih ekip (344 igralk) iz 125 držav (Španija ima kot domačin tri moške in dve ženski ekipi). Svoji ekipi imata tudi Mednarodna šahovska zveza slepih (International Braille Chess Association - IBCA) ter Mednarodna šahovska zveza invalidov (International Physically Disabled Chess Association - IPCA).
Nekaterih najmočnejših igralcev ni bilo v olimpijskih ekipah, pri Rusih sta npr. nastop odpovedala Gari Kasparov in Vladimir Kramnik.
Glavni sodnik olimpijade je bil mednarodni sodnik (IA) Ignatius Leong, moški turnir je vodil IA Jesus Mena, ženskega pa IA Enrique Zaragoza.
Zmagovalci so presenetljivo Ukrajinci in pričakovano Kitajke. Slovenska moška reprezentanca je dosegla 17. mesto, ženska vrsta pa 19. mesto. Poleg tega pa je Ana Muzičuk z dobro igro kot prva Slovenka dosegla naslov ženske velemojstrice (wGM).

## Pravila
Tekmovanja je potekalo po švicarskem sistemu s 14 koli. Pari so se določali z računalniškim programom. Igralni čas je bil tako imenovani olimpijski igralni čas: vsak igralec ima 90 minut plus 30 sekund dodatka za vsako potezo.
Vrstni red je določen s skupnim številom točk, ki jih dobi ekipa. V primeru enakega števila točk se uporabijo dodatni kriteriji (tako imenovani Bucholzov kriterij).

## Slovenska reprezentanca

### Moška ekipa
V moški ekipi so nastopili štirje velemojstri (GM) in dva mlajša mednarodna mojstra (IM):
```
       Ime                  Rtg   1   2   3   4   5   6   7   8   9  10  11  12  13  14   Točk 
                                  BAR GEO KGZ BAN BLR CZE SCO CAN CHN ARM EST CUB BEL CRO 
1.  GM 
Aleksander Beljavski
 2660           1   1   ½   ½   1   1   1   0   ½   0   ½   ½   7,5
2.  GM 
Adrian Mihalčišin
    2512   1   0               ½   ½   ½       0   ½       1   1   5,0  
3.  GM 
Duško Pavasović
      2581       ½   ½   1   1   ½   ½       ½   0   1   0   1   1   7,5
4.  GM 
Dražen Sermek
        2547   1   0       1   0           1   1   ½   1   0   ½   ½   6,5
5.  IM 
Jure Borišek
         2489   1   ½   1   0   1   ½       ½   0           0           4,5
6.  IM 
Tadej Sakelšek
       2425   0       ½               ½                               1,0
```

Kapetan ekipe je bil velemojster Georg Mohr. S povprečnim ratingom 2575 je bila ekipa na 23. mestu startne liste moške olimpijade.

### Ženska ekipa
V ženski ekipi so bile štiri mednarodne mojstrice (wIM). 
```
       Ime                  Rtg   1  2  3  4  5  6  7  8  9 10 11 12 13 14 Točk 
1. wIM 
Ana Muzičuk
          2383  1  ½  ½  ½  1  0     ½  0  1  1  0  1  ½  7,5
2. wIM 
Ana Srebrnič
         2245           0  0     0  1  1  ½  1  0     ½  4,0
3. wIM 
Darja Kapš
           2236  1  1  0  1     1  0     0           0  1  5,0
4. wIM 
Jana Krivec
          2214  1  1  0     0  1  1  1     1  1  0  0     7,0
```

Kapetan ekipe je bil mojster FIDE (FM) Primož Riegler. S povprečnim ratingom 2288 je bila ekipa na 28. mestu startne liste ženske olimpijade.

## Rezultati slovenskih ekip po posameznih kolih

### Moška ekipa
1. kolo

Barbados - Slovenija 1 : 3 

1. IM Denny Kevin 2334	- GM Mihaljčišin Adrijan 2512 0 - 1 

2. FM Warner Delisle 2291 - GM Sermek Dražen 2547 0 - 1 

3. Farley Terry	2247 - IM Borišek Jure 2489 0 - 1 

4. FM Corbin Philip 2242 - IM Sakelšek Tadej 2425 1 - 0
2. kolo

Gruzija - Slovenija 3 : 1 

1. GM Azmaiparashvili Zurab 2672 - GM Mihaljčišin Adrijan 2512 1 - 0 

2. GM Kacheishvili Giorgi 2599 - GM Pavasović Duško 2581 ½ - ½ 

3. GM Izoria Zviad 2600	- GM Sermek Dražen 2547	1 - 0 

4. GM Gagunashvili Merab 2567 - IM Borišek Jure	2489 ½ - ½
3. kolo

Slovenija - Kirgizistan  3 : 1 

1. GM Beljavski Aleksander 2660	- IM Zilberman Nathan 2338 1 - 0 

2. GM Pavasović Duško 2581 - FM	Ilinsky Vladimir 2331 ½ - ½ 

3. IM Borišek Jure 2489 - Shukuraliev Algis 2248 1 - 0
 
4. IM Sakelšek Tadej 2425 - Turpanov Milan 2307 ½ - ½
4. kolo

Slovenija - Bangladeš 3 : 1 

1. GM Beljavski Aleksander 2660 - GM Rahman Ziaur 2535 1 - 0 
  
2. GM Pavasović Duško 2581 - IM Reefat Bin-Sattar 2462 1 - 0 
   
3. GM Sermek Dražen 2547 - IM Abdulla Al-Rakib 2474 1 - 0 
  
4. IM Borišek Jure 2489 - IM Hossain Enamul 2413  0 - 1 

5. kolo

Belorusija - Slovenija 2½ : 1½  

1. GM Aleksandrov Aleksej 2659 - GM Beljavski Aleksander 2660 ½ - ½ 

2. GM Fedorov Alexei 2619 - GM Pavasović Duško 2581  0 - 1 

3. GM Azarov Sergei 2556 - GM Sermek Dražen 2547  1 - 0 

4. GM Kovalev Andrei 2575- IM Borišek Jure 2489  0 - 1
6. kolo

Slovenija - Češka  2 : 2 

1. GM Beljavski Aleksander 2660 - GM Babula Vlastimil 2571 ½ - ½ 

2. GM Mihaljčišin Adrijan 2512 - GM Oral Tomas 2565 ½ - ½ 

3. GM Pavasović Duško 2581 - GM Stocek Jiri 2569 ½ - ½ 

4. IM Borišek Jure 2489 - GM Haba Petr 2520 ½ - ½
7. kolo

Škotska - Slovenija 2½ : 1½  

1. GM Rowson Jonathan 2577 - GM Beljavski Aleksander 2660 0 - 1 

2. GM Motwani Paul 2544 - GM Mihaljčišin Adrijan 2512 ½ - ½ 

3. IM Shaw John 2433 - GM Pavasović Duško 2581   ½ - ½ 

4. IM Dearing Eddie 2376 - IM Sakelšek Tadej 2425  ½ - ½ 

8. kolo

Slovenia - Kanada  3 : 1  

1. GM Beljavski Aleksander 2660 - IM Charbonneau Pascal 2490 1 - 0 
 
2. GM Mihaljčišin Adrijan 2512 - GM Tyomkin Dimitri 2505 ½ - ½ 
 
3. GM Sermek Dražen 2547 - IM Zugic Igor 2479 1 - 0 
 
4. IM Borišek Jure 2489 - IM Teplitsky Yan 2435 ½ - ½ 

9. kolo

Ljudska republika Kitajska - Slovenija 1½ : 2½   

1. GM Zhang Zhong 2596 - GM Beljavski Aleksander 2660 0 - 1 

2. GM Xu Jun 2589 - GM Pavasović Duško 2581   ½ - ½ 

3. GM Bu Xiangzhi 2615 - GM Sermek Dražen 2547  0 - 1 

4. FM Wang Yue 2536 - IM Borišek Jure 2489  1 - 0 
10. kolo

Armenija - Slovenija   3½ : ½   

1. GM Akopian Vladimir 2692 - GM Beljavski Aleksander 2660  1 - 0 

2. GM Aronian Levon 2675 -  GM Mihaljčišin Adrijan 2512  1 - 0 

3. GM Lputian Smbat G 2634 - GM Pavasović Duško 2581 1 - 0 

4. GM Sargissian Gabriel 2611 - GM Sermek Dražen 2547 ½ - ½ 

11. kolo

Slovenija - Estonija 3 : 1 

1. GM Beljavski Aleksander 2660 - IM Veingold Aleksandr 2473 ½ - ½ 

2. GM Mihaljčišin Adrijan 2512 - IM Kanep Meelis 2475 ½ - ½ 

3. GM Pavasović Duško 2581 - IM Sepp Olav 2455 1 - 0 

4. GM Sermek Dražen 2547 - IM Seeman Tarvo 2421 1 - 0
12. kolo

Slovenija - Kuba 0 : 4 

1. GM Beljavski Aleksander 2660 - GM Bruzon Lazaro 2637 0 - 1 

2. GM Pavasović Duško 2581 -  GM Delgado Neuris 2554 0 - 1 

3. GM Sermek Dražen 2547 - GM Nogueiras Jesus 2546 0 - 1 

4. IM Borišek Jure 2489  - GM Arencibia Walter 2516 0 - 1
13. kolo

Belgija - Slovenija 1 : 3 

1. GM Winants Luc 2519 -  GM Beljavski Aleksander 2660 ½ - ½ 

2. IM Abolianin Arthur 2412 - GM Mihaljčišin Adrijan 2512 0 - 1 

3. IM Van Beers Eddy 2383 - GM Pavasović Duško 2581 0 - 1 

4. FM Laurent Bruno 2335 - GM Sermek Dražen 2547 ½ - ½
14. kolo

Hrvaška - Slovenija 1 : 3     

1. GM Kožul Zdenko 2640 - GM Beljavski Aleksander 2660 ½ - ½ 

2. GM Cvitan Ognjen 2532 - GM Mihaljčišin Adrijan 2512 0 - 1 

3. GM Zelčič Robert 2531 - GM Pavasović Duško 2581 0 - 1 

4. GM Dizdar Goran 2535 - GM Sermek Dražen 2547 ½ - ½

### Ženska ekipa
1. kolo

Slovenija - Republika Južna Afrika 3 : 0 

1. WIM Muzičuk Ana 2383 - WIM Van Der Merwe Cecile 2059 1 - 0 

2. WIM Kapš Darja 2236 - Pretorius Mignon 1965 1 - 0 

3. WIM Krivec Jana 2214 - Frick Denise 1 - 0
2. kolo

Slovenija - Francija 2½ : ½  

1. WIM Muzičuk Ana 2383 - IM Skripchenko Almira 2474 ½ - ½ 

2. WIM Kapš Darja 2236 - IM Sebag Marie 2428 1 - 0 

3. WIM Krivec Jana 2214 - WIM Milliet Sophie 2299 1 - 0
3. kolo

ZDA - Slovenija  2½ : ½  

1. GM Polgar Zsuzsa 2567 - WIM Muzičuk Ana 2383  ½ - ½ 

2. IM Krush Irina 2464 - WIM Kapš Darja 2236  1 - 0 

3. WGM Zatonskih Anna 2440 - WIM Krivec Jana 2214  1 - 0
4. kolo

Slovenija - Romunija 1½ : 1½  

1. WIM Muzičuk Ana 2383 - IM Foisor Cristina Adela 2436  ½ - ½ 

2. WIM Srebrnič Ana 2245 - IM Peptan Corina-Isabela 2429  0 - 1 
 
3. WIM Kapš Darja 2236 - WGM Olarasu Gabriela 2325  1 - 0
5. kolo

Kuba - Slovenija 2 : 1 

1. WGM Arribas Maritza 2325 - WIM Muzičuk Ana 2383   0 - 1 
 
2. WGM Pina Sulennis 2313 - WIM Srebrnič Ana 2245  1 - 0 

3. WIM Marrero Yaniet 2272 - WIM Kapš Darja 2236  1 - 0
6. kolo

Islandija  - Slovenija 1 : 2 

1. WGM Ptacnikova Lenka 2257 - WIM Muzičuk Ana 2383 1 - 0 

2. WIM Gretarsdottir Lilja 2057 - WIM Kapš Darja 2236  0 - 1 

3. Ingolfsdottir Harpa 2053 - WIM Krivec Jana 2214  0 - 1
7. kolo

Slovenija - Azerbajdžan 0 : 0 

1. WIM Srebrnič Ana 2245 - WGM Mamedjarova Zeinab 2349   0 - 1 

2. WIM Kapš Darja 2236 - WGM Velikhanli Firuza 2322    0 - 1 

3. WIM Krivec Jana 2214 - WIM Shukurova Meihriban 2281  1 - 0
8. kolo

Slovenija - Malezija 2½ : ½  

1. WIM Muzičuk Ana 2383 - WFM Siti Zulaikha 2162  ½ - ½ 

2. WIM Srebrnič Ana 2245 - Nur Shazwani Zullkafli 2062 1 - 0 

3. WIM Krivec Jana 2214 - Roslina Marmono 2028 1 - 0
9. kolo

Moldavija - Slovenija 2 : 1 

1. WGM Petrenko Svetlana 2323 - WIM Muzičuk Ana 2383 1 - 0 

2. WGM Partac Elena 2259 - WIM Srebrnič Ana 2245  0 - 1 

3. WIM Smokina Karolina 2267 - WIM Kapš Darja 2236  1 - 0
10. kolo

Slovenija - Ekvador  2½ : ½   

1. WIM Muzičuk Ana 2383 - WGM Fierro Baquero Martha 2333 1 - 0 

2. WIM Srebrnič Ana 2245 - WIM Vasquez Ramirez Rocio 2257 ½ - ½ 

3. WIM Krivec Jana 2214 -   Rojas Jessenia 2082 1 - 0
11. kolo

Nizozemska - Slovenija 0 : 3 

1. WGM Bosboom-Lanchava Tea 2352 - WIM Muzičuk Ana 2383 0 - 1 

2. FM Schuurman Petra 2333 - WIM Srebrnič Ana 2245 0 - 1 

3. WIM Muhren Bianca 2343 - WIM Krivec Jana 2214 0 - 1
12. kolo

Slovenija  - Rusija 0 : 3  

1. WIM Muzičuk Ana 2383 - IM Kosteniuk Alexandra 2508 0 - 1 

2. WIM Srebrnič Ana 2245 - IM Kovalevskaya Ekaterina 2471 0 - 1 

3. WIM Krivec Jana 2214 - WGM Kosintseva Nadezhda 2446 0 - 1
13. kolo

Bolgarija - Slovenija 2 : 1 

1. GM Stefanova Antoaneta 2523 - WIM Muzičuk Ana 2383 0 - 1 

2. WGM Voiska Margarita 2380 - WIM Kaps Darja 2236 1 - 0 

3. WGM Velcheva Maria 2299 - WIM Krivec Jana 2214 1 - 0
14. kolo

Izrael - Slovenija 1 : 2 

1. WGM Borsuk Angela 2306 - WIM Muzičuk Ana 2383 ½ - ½ 

2. Igla Bella 2196 - WIM Srebrnič Ana 2245 ½ - ½ 

3. Vasiliev Olga 2167 - WIM Kapš Darja 2236 0 - 1

## Končni rezultati

### Moški
Nastopilo je 129 moških ekip.
1. Ukrajina    39,5
2. Rusija      36,5
3. Armenija    36,5
4. ZDA         35,0
5. Izrael 23,0
6. Indija 34,0
7. Kuba 33,5
8. Nizozemska 33,0
9. Bolgarija 32,5
10. Španija A	32,5
11. Grčija 32,5
12. Poljska 32,0
13. Švica 32,0
14. Uzbekistan 32,0
15. Srbija in Črna gora 32,0
16. Nemčija 32,0
17. Slovenija 32,0
18. Belorusija 32,0
19. Filipini 32,0
20. Romunija 32,0

### Ženske
Nastopilo je 87 ženskih ekip.
1. Ljudska republika Kitajska31,0
2. Rusija 28,0
3. Rusija27,5
4. Gruzija 27,5
5. Francija 25,5
6. Madžarska 25
7. Slovaška 25,0
8. Anglija 25,0
9. Indija24,5
10. Poljska 24,5
11. Armenija 24,5
12. Nizozemska 24,5
13. Litva 24,0
14. Bolgarija 24,0
15. Švedska 24,0
16. Srbija in Črna gora 24,0
17. Nemčija 24,0
18. Ukrajina 23,5
19. Slovenija 23,5
20. Romunija 23,5
21. Vietnam 23,5

## Škandal
Zadnji dan šahovske olimpijade se je zgodil škandal - podpredsednika FIDE, velemojstra Zuraba Azmajparašvilija, so španski varnostniki zaprli. Azmajparašvili je organizatorje na zaključni slovesnosti želel opozoriti na napako, ki so jo storili v protokolu. Med poskusom, da bi stopil v stik z organizatorjem zaključne prireditve na odru, je prišlo do prerivanja in menda tudi do udarca policista, kot posledico tega so ga španski policisti odvedli v zapor.